# クロシタナシウミウシ
クロシタナシウミウシ Dendrodoris arborescens (Collingwood, 1881) は、ウミウシの一種。日本全国の沿岸で普通に見られるもので、標準的にはほぼ真っ黒なウミウシであるが、色彩には変異もある。

## 特徴
体長は7cmに達することがある。全体に楕円形で外套膜は広くなっていて、その縁は波状になっている。この属のウミウシは一般に柔らかな体をしているが、この種は特に柔らかい。背面は完全に滑らかとなっている。触角の先端は白くなっている。背面後方にある外鰓は大きく5葉からなり、三分岐式。口は小孔状で、口触手は短い隆起のような形になっている。唇板、歯舌がない。
体色には大きな変異がある。岡田他(1967)ではもっとも普通に見られるものでは背面は一様に黒くて斑紋はなく、外套膜の縁と足の縁が僅かだけ黄褐色となっている。まれに見られるものとして外套膜の縁が青くなっているもの、背面に細かな白い点班を散らし、外套膜の縁より内側に赤い線条班を一列見せるものがある。しかし下記のように別種とされていたものも本種の範囲に含まれるようになったことで変異の範囲もより大きいものと認められ、中野(2004)ではまず地色が黒のみでなく赤褐色から黄白色のものまで含まれ、背面に褐色の斑紋があるものも含まれる、としている。
淡い体色の背面に濃い色の斑紋が散在するものはマダラウミウシと呼ばれ、従来は本種とは異なるものとして岡田他(1967)では D. rubra nigromaculata の学名で掲載されている。これは全体に橙黄色で背面に不定型な黒い斑紋を若干数散在させるというもので、その限りでは本種の体色とずいぶん異なるのであるが、背面の地色に変化があり、より暗色の個体も見られ、甚だしいときは本種と紛らわしいこともある、と記されている。しかし現在ではこれも本種に含まれるものとされている。

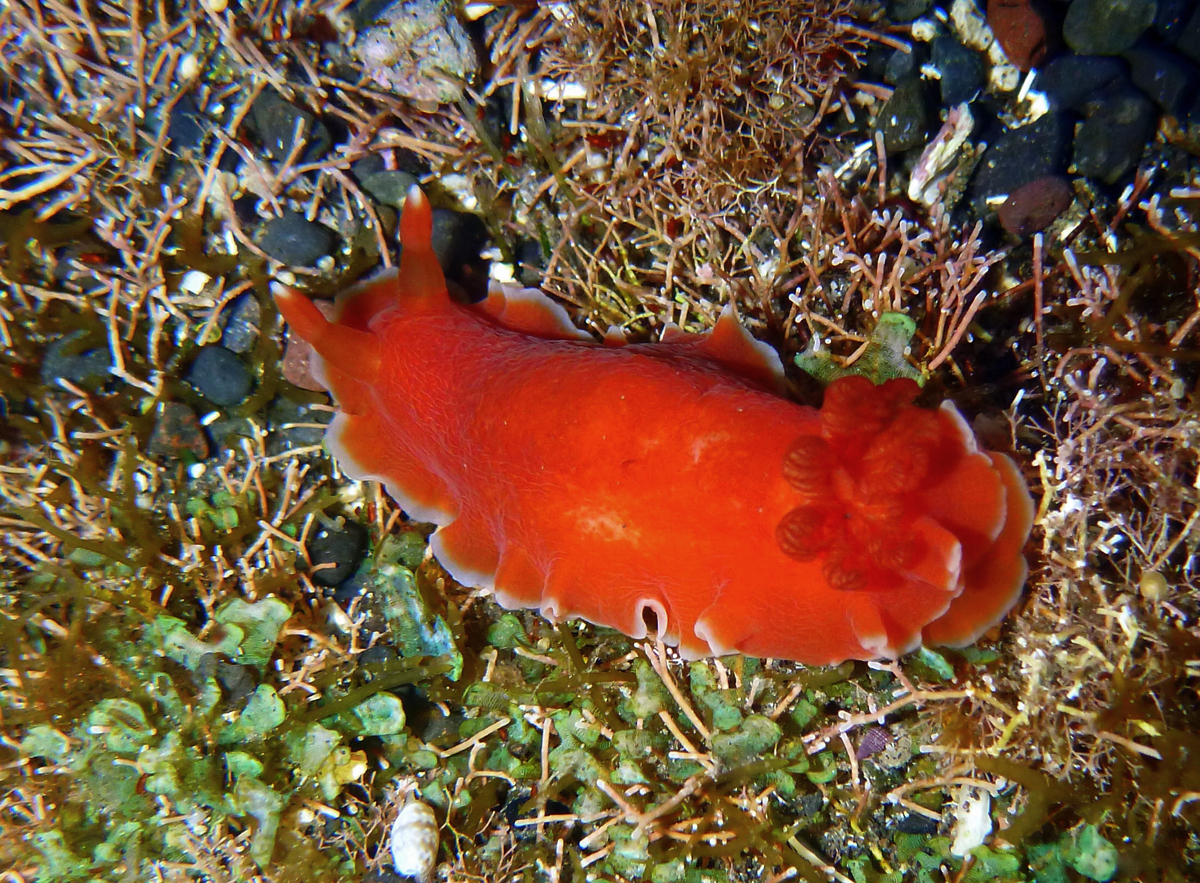
赤褐色の体色のもの

## 分布
日本ではほぼ全域で見られ、至る所で普通に見られる。世界的にはインド洋から西太平洋に広く分布する。

## 生息環境
沿岸の浅いところに広く見られ、平坦な場所や壁面など様々なところに見られ、活発に活動する。
6～７月頃に岩礁で卵塊を見ることが多く、卵塊は橙黄色で渦巻き状になっている。

## 近縁種、類似種など
同属でよく似たものにホンクロシタナシウミウシ D. nigra がある。形態的にも本種に似ており、全身が真っ黒なものから赤褐色、黄白色など体色の変異は多く、更に細かい白班を散らばらせるもの、外套膜の縁沿いに暗赤色の線班を持つものなどもある。本種との違いとしては背面後方にある外鰓が大きく広がらずにカップ状である点が挙げられる。この種も広く見られるもので、大きいものは7.5cmに達する。
岡田他(1967)では類似の主としてマダラウミウシが挙げられているが、上記のようにこの種は本種の変異に含まれると判断されることになった。この変異によく似たものがヒメマダラウミウシ D. guttata で、体色は橙黄色、背面に黒褐色の小班が散在し、それぞれの斑紋はその縁が淡白色となっている。本種の変異であるマダラウミウシによく似ているが普通は3～4cm程にしかならず、また斑紋が白で縁取りされている点で区別できる。

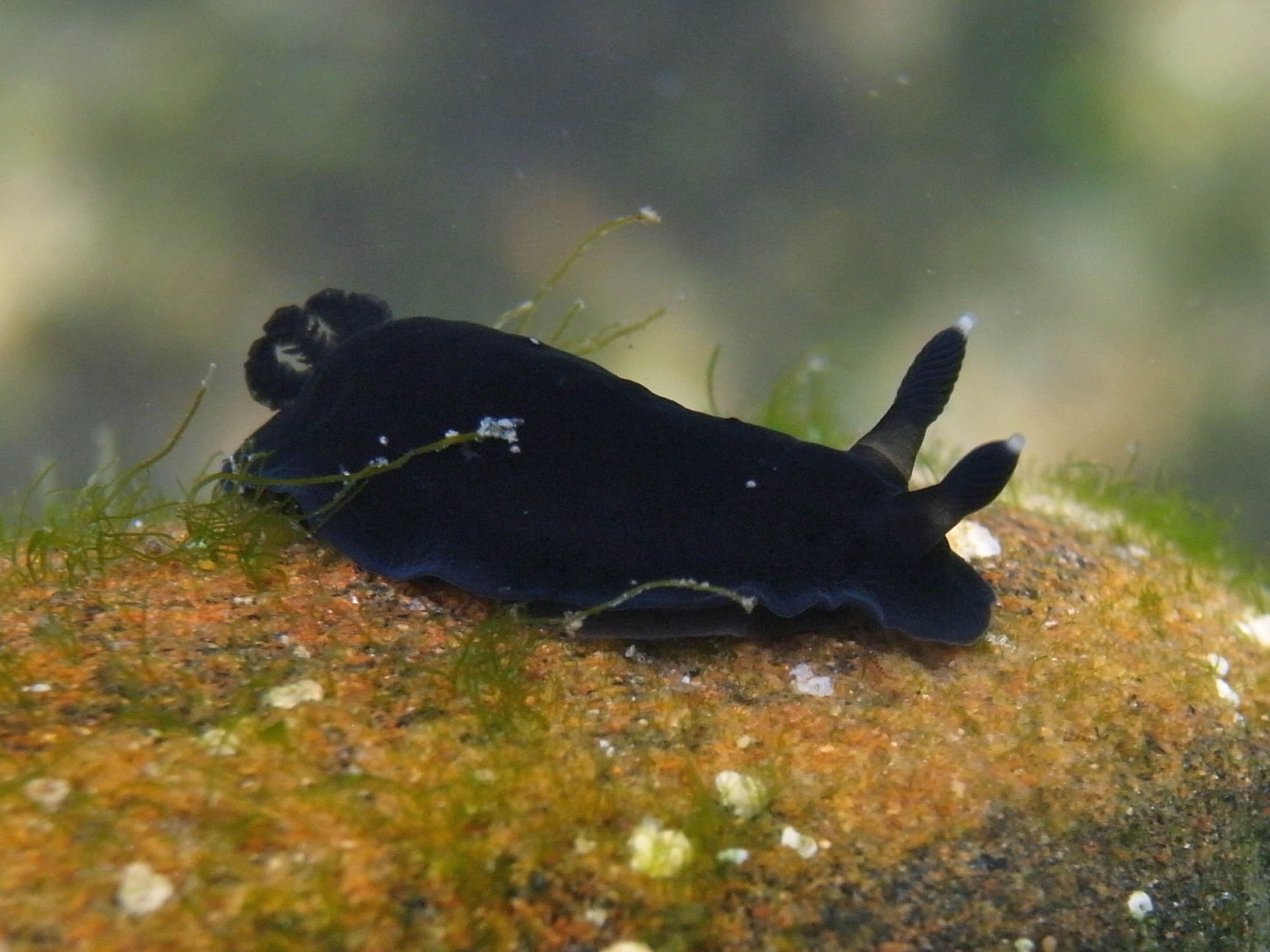
ホンクロシタナシウミウシ 黒色の個体
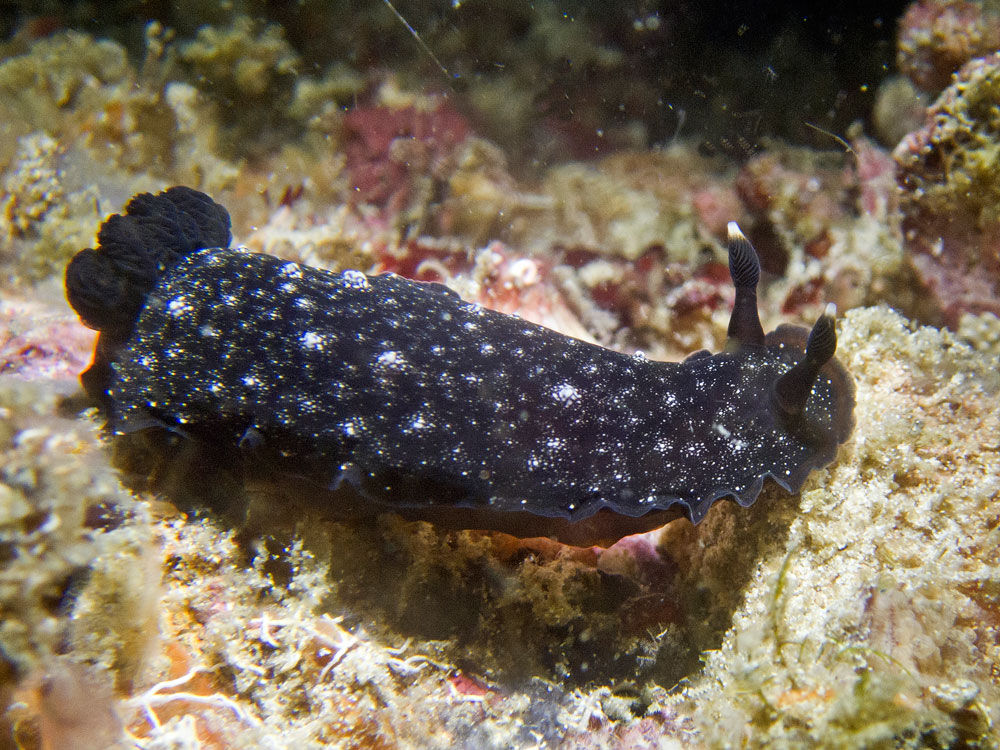
同、白斑のある個体

## 利害
特に実用的な利害はない。ウミウシ一般は海産の興味深い動物として一定の関心が持たれるので、普通種である本種もそのような中で親しまれ、海岸動物の図鑑等にも必ずと言っていいほど取り上げられている。